# Macrocarpaea rubra
Macrocarpaea rubra là một loài thực vật có hoa trong họ Long đởm. Loài này được Malme mô tả khoa học đầu tiên năm 1928.